# Chev Chelios
Chev Chelios è un personaggio immaginario, protagonista dei film Crank e Crank: High Voltage, interpretato dall'attore Jason Statham.

## Biografia
Chev Chelios è nato a Londra, dove ha vissuto con sua madre Karen Chelios, non conoscendo mai suo padre. Anche da bambino Chev era un tipo irrequieto, faceva a botte a scuola e compiva piccoli furti e rapine. A causa di queste sue intemperanze, partecipa assieme a sua madre al Luke Cunard Show, un talk show britannico immaginario. Da adulto si trasferisce a Los Angeles dove diventa un killer professionista alle dipendenze di una grossa organizzazione criminale.

## Storia

### Crank
Chev Chelios ha intenzione di chiudere con la sua professione in modo da potere passare la sua vita con la ragazza di cui è innamorato, Eve, la quale non sa nulla della attività di killer che svolge Chev. Per questo non porta a termine l'ultimo compito affidatogli, l'uccisione del boss della triade di Chinatown, che oramai è di troppo negli affari di città. Alcuni componenti dell'organizzazione criminale per cui lavora irrompono in casa sua e gli iniettano un veleno cinese, che può essere rallentato solamente con dell'adrenalina. 
Chev è costretto a correre e a fare uso di droghe per restare in vita e per vendicarsi finalmente, durante un inseguimento con la polizia, dei loschi trafficanti e dell'organizzazione criminale stessa. Alla fine riesce ad eliminare tutti i suoi nemici, però durante un combattimento a mani nude su di un elicottero, cade insieme all'ultimo rivale rimasto in vita: uccidendolo, precipita nel vuoto, schiantandosi al suolo; prima di morire ha comunque il tempo di telefonare alla sua compagna per dirle addio. 

### Crank: High Voltage
Subito dopo essere apparentemente morto, Chev Chelios viene portato in una struttura sanitaria da operatori cinesi, che gli asportano il suo cuore e gli trapiantano un cuore artificiale che bisogna ricaricare continuamente per evitare la morte, utilizzando dei dispositivi elettronici. Chev riesce a scappare prima che gli asportino anche altre parti del suo corpo. Un'organizzazione malavitosa asiatica ha trapiantato il suo cuore nel boss Poon Dong, che ne aveva bisogno. Nella folle corsa che lo vede rincorrere i suoi nemici per riprendersi il suo cuore, con l'aiuto del dottor Miles, Chev deve costantemente attaccarsi ad apparecchi elettronici di ogni genere per ricaricare il suo nuovo apparato. Alla fine, grazie all'aiuto del dottor Miles, riesce ad avere di nuovo il suo cuore e a ricongiungersi con Eve.